# Середньодонська культура
Середньодонська культура, — археологічна культура середнього Подоння мідної доби.
Виділена воронізьким археологом Арсеном Синюком у 1971 році.

## Датування
Існувала у 4200—3000 роках до н. е.

## Походження
Культура сформувалася на основі піздньо-середньокам'яних племен Подоння.

## Стоянки
Досліджені поселення відносяться до розряду сезонних стоянок, на яких не виявлено довготривалих жител, що свідчить про напівкочовий спосіб життя.
Виявлено 61 пам'ятку зі знахідками середньодонської культури. На кількох десятках з них проводилися розкопки (Смольянинов, 2005; Моїсеєв, Смольянинов, 2005, Смольянинов, 2002).

## Періодизація
Матеріали середньодонської культури поділяються на три етапи.

### Розвиток культури
Кераміка раннього етапу відноситься до 2-ї половини 5-го тисячоліття до н. е., початок якого одночасен початку існування карамишевської культури. Для першого етапу характерні чисті шари з накольчатою керамікою (без накольчато-гребінцевої), що були виявлені в матеріалах Монастирської стоянки у Побітюжжі, а також на Інясевській, Шапкінській-6, Плаутінській-2 стоянках на Похопер'ї й Затонській стоянці на Південному Наддонні.
Композиційні побудови орнаменту дуже різноманітні. Слід відзначити трикутні фігури, що, зазвичай, поєднуються з горизонтальними рядами. Останні дуже часто є єдиним прийомом побудови узору на посудині. Зустрічаються кутові фігури й кососітчаті композиції. Певну роль відіграє вертикально-діагональне розташування орнаментальних зон. В цілому ж яскраво виступає геометрізація стилю орнаменту та нею горизонтальна зональність.
Початок неоліту на Середньому Наддонні було пов'язано з появою комплексів, що характеризуються наявністю непрофільованих гостродонних посудин з незначною кількістю органічної домішки, або з домішкою дрібнозернистого піску. Посудини орнаментувались виключно наколами переважно трикутної форми, що наносилися окремо в рядок, по всьому тілу, або на верхній частині; рідше зустрічаються трикутні композиції, виконані з наколів; в цілому композиційні мотиви орнаменту тяжіють до горизонтальної зональності.
Кам'яний інвентар, супутній ранній середньодонській кераміці представлено мікропластинчатою кремінно-кварцитовою індустрією, спрямованою на отримання пластин. Характерною рисою є (за поодинокими винятками) відсутність геометричних мікролітів.

### Розквіт культури
Другий етап відноситься до першої половини 4 тисячоліття до н. е. Крім накольчатої орнаментації, характерна поява дрібної, тонкої гребінки в орнаментації посуду. Кераміка цієї групи ліпилася з мулу. Вона характеризується відносною тонкостінністю, щільним тестом з домішкою шамоту, набагато рідше - органіки й піску. Ліплення посудин проводилася стрічковим способом, ширина яких варіює залежно від діаметра тієї чи іншої їх частини. При обробці поверхонь утворювалося дрібне, часто безладне штрихування. Фіксується також прийом ангобирування поверхонь.
Панує форма циліндричних посудин з відносно плавним переходом стін до гострого дна. Є серед них й конічні форми, яйцеподібні, також з гострим дном. Набагато рідше зустрічаються профільовані горщики. Днища «незаповнені», по товщині майже не відрізняються від стінок. Верх посудин округлений або плавно пригострений. Діаметри їх коливаються від 10 до 30 см. Основним елементом орнаменту виступає різного виду наколи, з різновидів яких переважав дрібний роздільний трикутний накол. Також використовувалися наколи скобковидні, спарені, у вигляді підківок та округлі. Нерідко на поверхні однієї посудини фіксується поєднання його різних видів.
Майже обов'язковою ознакою посудин є наявність ямок під віночком, рідше перлин, скомпонованих в один горизонтальний ряд. Вони глибокі, округлі, досить великі, іноді робилися у відступаючій манері.

### Занепад культури
Початок третього етапу знаменується тим, що носії середньодонської культури вступають в активні контакти з прибульцями з суміжних територій - неолітичним населенням з гребінцево-ямної керамікою та енеолітичного населенням нижньодінської та середньостогівської культур. Змішання накільчастої й ямної кераміки почалося у середині 4 тисячоліття до н. е.
При цьому кераміка другого етала відрізняється від посуду першого відсутністю домішки шамоту в тісті, зміною кольору з сірого на цегельний, збільшенням розміру наколів, що компонуються в рядки.
Кам'яну індустрію культури Арсен Синюк характеризує як виключно площинну. Останніми дослідженнями відзначається її подвійність: поряд з площинними знаряддями існують відсколові, що навіть переважають у Верхньому Наддонні.
Змінюється північна межа середньодонської культури. Вона поширена по всьому сточищу Воронежа. Над річкою Дон найпівнічнішими з відомих пам'яток є поселення Ксізово-6.

## Господарство
Основні заняття племен культури були полювання переважно на дрібних тварин, рибальство та збиральництво. Є ряд непрямих даних про знайомство на пізньому етапі розвитку культури з одомашненими тваринами й примітивним землеробством.

## Гончарство
Знахідки з поселень представлені посудом банкової форми з плоским або округло-конічним дном, що містять в глиняному тісті домішку шамоту та бурої крихти. Поверхня посуду ретельно загладжена й орнаментована рядами наколених втиснень, що утворюють складніші візерунки у вигляді трикутників, пересічних ліній, заштрихованих зон.
В обробці крем'яних знарядь на ранніх етапах зберігається мікролітична техніка.

## Культура у Верхньому Подонні
Матеріали початкового періоду культури виявлені лише у 6-му й 7-му шарах поселення Ярлуковська Протока.
Матеріали другого етапу виявлені на 10 розкопаних стоянок над річкою Вороніж: Університетська-3, Університетська-1, Ярлуковська Протока (пункт 222), Ярлуковська Протока (пункт 242), Подзорово, Шилово-1, Карамишево-19, Рибне Озеро-1, Добре-1, Василівський Кордон-7 й у результаті величезних зборів підйомного матеріалу на поселенні Липецьке Озеро. Особливістю культури на Верхньому Подонні є практично одиничне використання скобковидних наколів, на відміну від стоянок середньодонської культури на Середньому Наддонні, а також численні яйцеподібні й профільовані горщики. Поселення цього періоду Василівський Кордон-7 датовано 3940-3680 роками до н. е.
Поселень третього етапу, що датуються до 2-ї половини 3-го тисячоліття до н. е. відомі над річками Вороніж та Дон: Університетська-3, Університетська-1, Карамишево-9, Ксізово-6, Савицький, Куряче-1, Василівський Кордон-1, Липецьке Озеро та інші. Для поселення Карамишево-9 по кераміці третього етапу середньодонської культури отримана дата 3630—3430 роки до н. е. Кам'яну індустрію культури подвійна: тільки на 4 стоянках Верхнього Подоння домінує пластинчастий знаряддевий комплекс, тоді як на інших - виключно відсколовий. 
На 3-му етапі культури середньодонська культура поширена по всьому сточищу Вороніжа. Над річкою Дон найпівнічнішими з відомих пам'яток є поселення Ксізово-6. Матеріали з накольчатою орнаментацією стоянок над річкою Дон з Тульської області: Монастирщина ІА, ІБ та інші відносяться вже до старожитностей верхньоволзької культури, а не до середньодонської, як вважав Арсен Синюк.

## Культура у Пензенській області
На територію Пензенської області племена культури потрапляють на початку 4-го тисячоліття до н. е. Відомі їхні поселення Підлісне-5, -7, -8 (Безсоновський район), Єрня (околиці Пензи), Катеринівка (Лунінський район), Потодеєво (Наровчанський район), Софіїне (Сердобський район).
У Пензенській області племена цієї культури вступають у контакт з населенням волго-камської культури, в результаті чого складається синкретичне населення, що виготовляло гребінцево-накольчату кераміку. У 3500—3000 роках до н. е. синкретичне населення культури було витіснене з Помокшання лісовими племенами балахнинської культури. У 3200—3000 роках до н. е. нащадки середньодонських племен, що залишилися на території Посур'я, ймовірно, взяли участь у формуванні місцевого енеолітичного населення.